# Patomorfologia

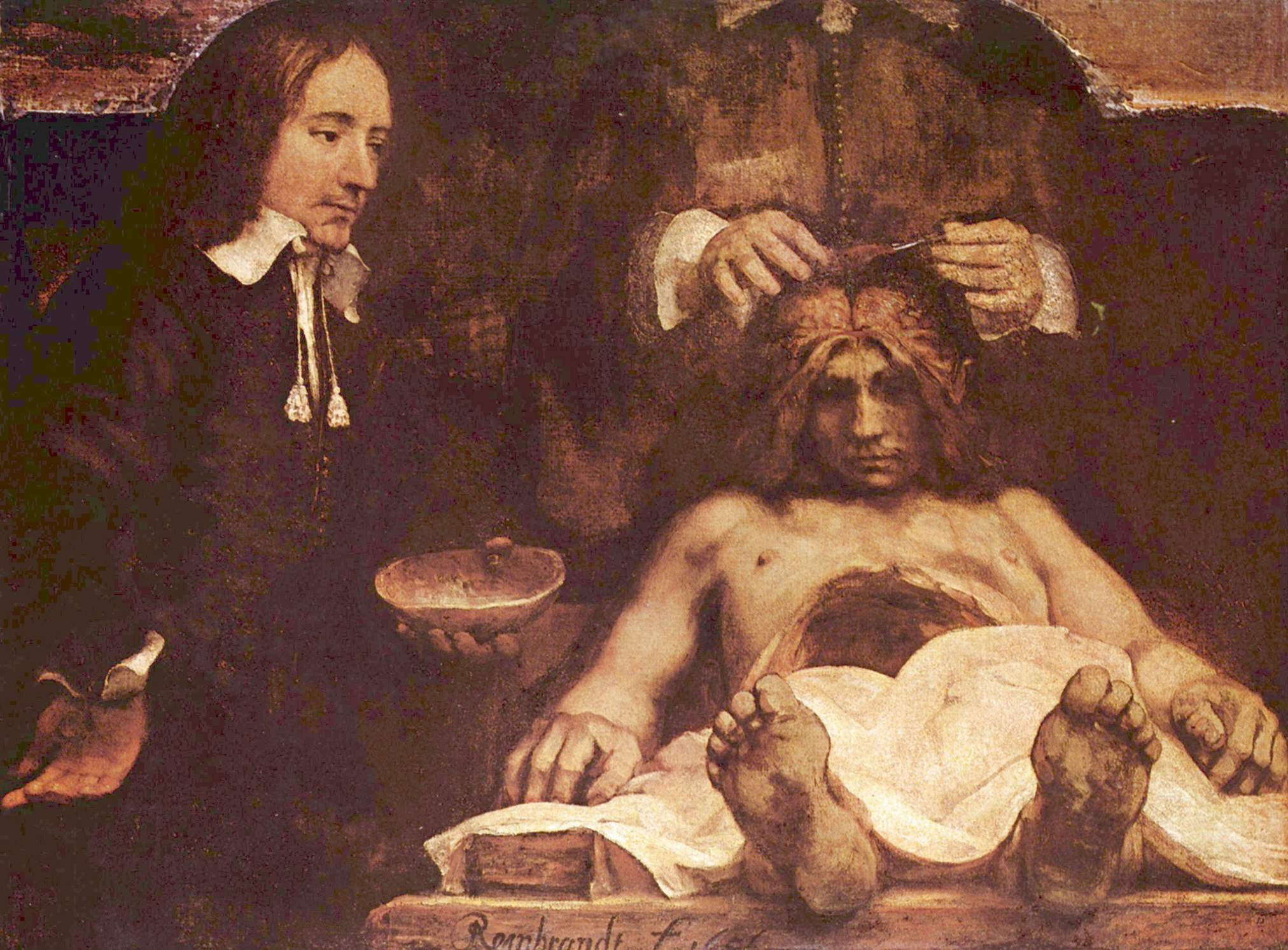
Badanie pośmiertne w 1656 roku

Patomorfologia, dawniej: anatomia patologiczna – dział medycyny zajmujący się rozpoznawaniem, klasyfikacją oraz czynnikami prognostycznymi chorób na podstawie zmian morfologicznych w tkankach i narządach. Jako dyscyplina teoretyczna wywodzi się z anatomii patologicznej, zajmującej się badaniem odstępstw od prawidłowej budowy ciała.
Patomorfologia jest interdyscyplinarna, to znaczy bierze udział w diagnostyce i leczeniu chorób wielu specjalności, poczynając od onkologii poprzez wszystkie zabiegowe działy medycyny, a kończąc na dermatologii oraz pracach badawczych.
Zwykle pacjent nie spotyka się bezpośrednio z lekarzem patomorfologiem pracującym w warunkach laboratoryjnych.
Szczególnym działem patomorfologii jest histopatologia, zajmująca się badaniem i rozpoznawaniem zjawisk mikroskopowych, zachodzących w komórkach oraz tkankach organizmu wskutek różnych schorzeń. Wraz z postępem technologicznym możliwości praktycznego wykorzystania histopatologii w praktyce wciąż rosną. Badania materiału tkankowego (pobranych wycinków, usuniętych narządów lub ich fragmentów) pozwalają rozpoznawać i oceniać stopień zaawansowania chorób nowotworowych, wielu schorzeń zapalnych i zwyrodnieniowych, monitorować skuteczność terapii, stwierdzić przyczynę zgonu.
W krajach o zaawansowanym poziomie medycyny rozpoznanie jednostki chorobowej przez histopatologa jest jednym z podstawowych kryterium, na podstawie którego klinicyści podejmują decyzje o sposobie leczenia pacjenta. W Polsce pracuje około 500 patomorfologów (dla porównania: w Wielkiej Brytanii jest ich około 3000).
Obecnie patomorfologia jest częścią bardziej ogólnej nauki o chorobach (patologii). Jednocześnie jest nauką stosowaną i podstawową specjalizacją lekarską, stosującą szeroki zestaw metod (biopsje, mikroskopię wraz z cyfrową analizą obrazu, mikroskopię wirtualną, telemedycynę, cytochemię i histochemię, biologię molekularną, sekcje zwłok), niezastąpioną zwłaszcza we współczesnej diagnostyce chorób nowotworowych. Odgrywa ona istotną rolę nie tylko w procesie formułowania ostatecznego rozpoznania, ale ma też duży udział w ocenie czynników ryzyka, stadium zaawansowania choroby (staging), złośliwości histologicznej (grading) oraz prognozowaniu i nadzorowaniu chorych.
Patomorfologii nie powinno mylić się z medycyną sądową (ang. forensic pathology), zwaną dawniej medycyną kryminalną, która w Polsce jest odrębną dyscypliną medyczną i mimo podobieństwa metod (badania pośmiertne, badania histopatologiczne) ma odmienne cele.
W Polsce patomorfologia jest priorytetową dziedziną medycyny oraz jedną ze specjalizacji lekarskich, a jej konsultantem krajowym od 3 kwietnia 2017 jest prof. dr hab. Andrzej Marszałek.